# Peter Chroust
Peter Chroust (* 1951 in Wien) ist ein deutsch-österreichischer Politikwissenschaftler und Pädagoge.

## Leben und Werdegang
Chroust stammt väterlicherseits aus einer tschechisch-ungarischen Familie in Temesvár (heute: Timișoara). Er studierte Politikwissenschaft und Germanistik an der Justus-Liebig-Universität Gießen. Nach dem Ablegen des ersten und zweiten Staatsexamen für das Gymnasiallehramt promovierte er mit summa cum laude in Politikwissenschaft. Seine Dissertation, betreut von Claus Leggewie, konzentrierte sich auf eine empirische Studie über die sozialen Profile und politischen Orientierungen von Studenten und Professoren an der Universität Gießen von 1918 bis 1945. Von 1985 bis 1992 hatte Chroust verschiedene Forschungspositionen inne, darunter Funktionen am Hamburger Institut für Sozialforschung, der Universität zu Köln und der Leibniz Universität Hannover. Von 1992 bis 2016 war er Mitglied des pädagogischen Personals am Landesinstitut für Lehrerfortbildung Hessen. In dieser Zeit leistete er Beiträge zu Projekten in den Bereichen Politikwissenschaft, neuen Lernmethoden und Medienprojekten, darunter für die Expo 2000 in Hannover und das MINERVA-Projekt im Rahmen des Socrates-Programms der Europäischen Union. Chroust war auch in der akademischen Lehre tätig und hielt Vorträge, Workshops und Vorlesungen an Universitäten und Institutionen in Deutschland, Österreich, der Schweiz, Frankreich, Großbritannien, Finnland, den USA, Kanada, Rumänien und Ungarn. Er kuratierte mit Matthias Hamann, Herwig Groß und Jan Sörensen die 1983 eröffnete, erste Gedenkausstellung für die Opfer der nationalsozialistischen "Euthanasie" in den Räumen der Gedenkstätte Hadamar.

## Forschungsschwerpunkte
Die Forschungsschwerpunkte von Peter Chroust umfassen die Universitäts- und Wissenschaftsgeschichte Deutschlands von 1918 bis 1968, der politischen Orientierungen von Professoren und Studenten, Medizin und Nationalsozialismus sowie Euthanasie. Zu seinen wegweisenden Werken gehören Gießener Universität und Faschismus (1994) und Die bürokratische Verfolgung (2006). Darüber hinaus beschäftigt sich Chroust mit politischer Bildung, Faschismus, Neo-Faschismus, lokaler Geschichte und Oralgeschichte. Er legte zudem Beiträge über den dem Einfluss neuer Medien auf das Lernen in der schulischen Bildung und Lehrerfortbildungsprogrammen vor. In den letzten Jahren forscht Chroust zur politischen, wissenschaftlichen und kulturellen Perzeption Rumäniens in Deutschland im 20. und 21. Jahrhundert.

## Mitgliedschaften
Chroust ist aktives Mitglied mehrerer Berufsverbände, darunter der Deutschen Vereinigung für Politische Wissenschaften, der Deutschen Vereinigung für politische Bildung und der Gesellschaft für Evaluation in Deutschland, Österreich und der Schweiz. Bis 2010 war er Mitglied der German Studies Association.

## Auszeichnung
- 1995: Preis der Universität Gießen für Arbeiten zur Geschichte der Universität Gießen

## Veröffentlichungen (Auswahl)
- Friedrich Mennecke – Innenansichten eines medizinischen Täters im Nationalsozialismus. Eine Edition seiner Briefe 1935–1947,  Hamburg 1987.
- mit Götz Aly und Christian  Pross (Hrsg.): Cleansing the Fatherland. Nazi Medicine and Racial Hygiene. Baltimore/London 1994.
- Gießener Universität und Faschismus. Studenten und Hochschullehrer 1918–1945. Münster / New York 1994.
- mit Christian Eggers: Vom Studium Generale zur Hochschulreform. Die 'Oberaudorfer Gespräche' als Forum gewerkschaftlicher Hochschulpolitik 1950–1967.
- Die bürokratische Verfolgung. Doktorgradentziehungen an der Universität Gießen 1933–1945 im Kontext der nationalsozialistischen Verfolgungspolitik, Gießen 2006.
- Wo liegt Rumänien? Eine Erkundung zwischen Balkanismus, Rumänismus und Okzidentalismus. In: Halbjahresschrift für südosteuropäische Geschichte, Politik und Kultur, 2006, Bd. 2, S. 70–85.
- Der Zweite Eiserne Vorhang. Grenzregime, legale und illegale Migration aus Rumänien 1944–1989 (und danach). In: Halbjahresschrift für Geschichte und Zeitgeschehen in Zentral- und Südosteuropa, voraussichtlich Bd. 2024.